# Luisenstraße 123 (Mönchengladbach)

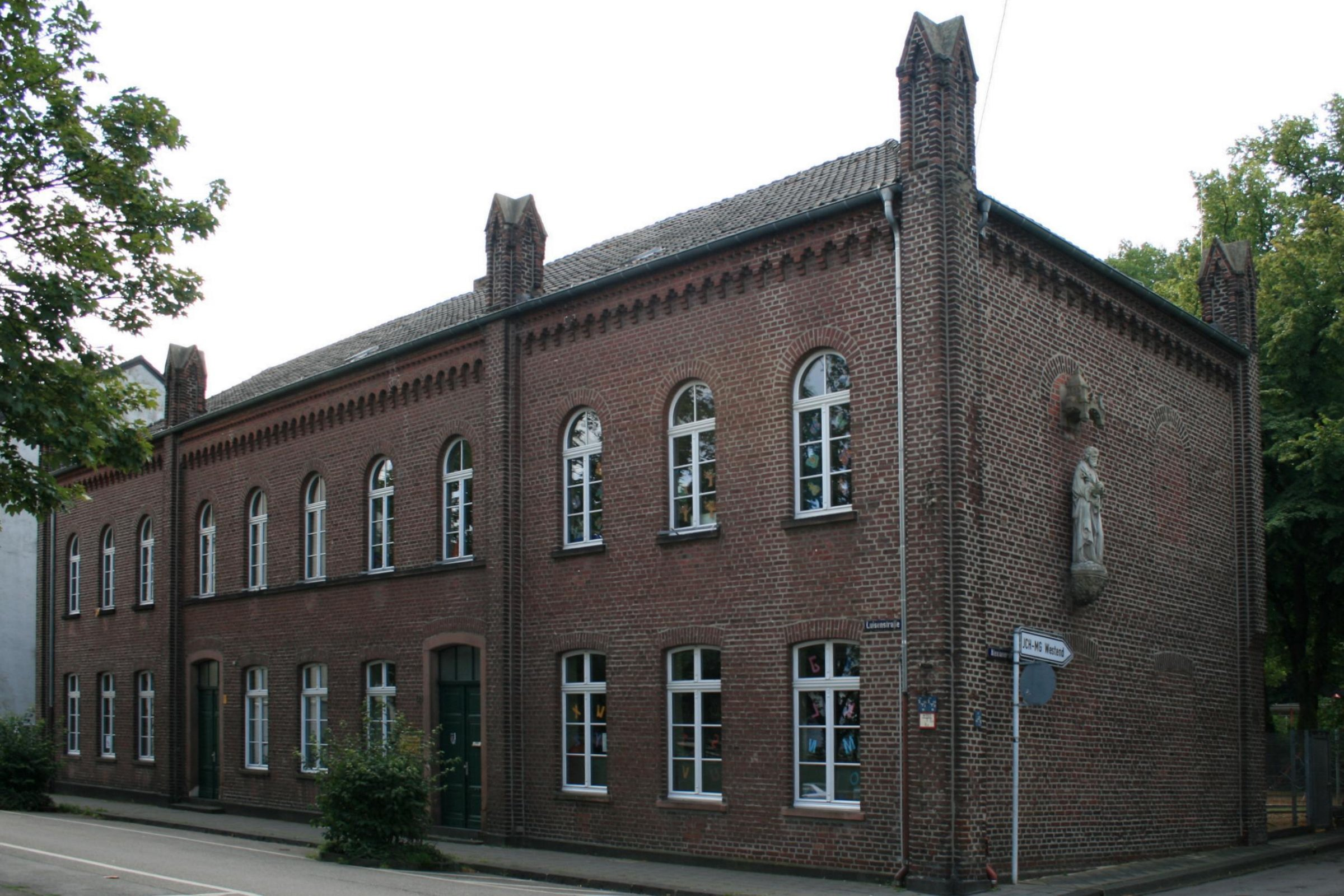
Schule (2010)

Die Schule Luisenstraße 123 befindet sich in Mönchengladbach (Nordrhein-Westfalen) im Stadtteil Westend.
Das Gebäude wurde 1868 erbaut. Es wurde unter Nr. L 037 am 27. November 1997 in die Denkmalliste der Stadt Mönchengladbach eingetragen.

## Lage
Die heutige Carl-Sonnenschein-Schule liegt auf dem älteren Teil der Luisenstraße im frühen Stadterweiterungsgebiet nordwestlich des heutigen Geroweihers.

## Architektur
Es handelt sich um einen breitgelagerten traufständigen Backsteinbau in zweigeschossiger Bauweise unter einem Walmdach. Symmetrische Gliederung in drei Gebäudeabschnitte, die jeweils – als Vertikalbetonung – durch Fialtürmchen bekrönte Wandvorlagen getrennt bzw. an den Außenecken gefasst werden. Die Horizontalbetonung übernimmt neben einem Sohlbankgesims im Mitteltrakt ein durchlaufendes Treppengesims unter der knapp vorkragenden Traufe.
Eine symmetrische Gliederung zeigt auch der mittlere Gebäudetrakt. Die Erschließung des Gesamtgebäudes erfolgt hier durch jeweils eine rechts und links angeordnete hoch ausgebildete und drei Mittelfenster flankierende Eingangsnische. Das Obergeschoss belichten fünf Rundbogenfenster. Die beiden seitlichen Gebäudeabschnitte sind in Form und Ausführung identisch. In beiden Geschossen jeweils drei Fenster in gleichmäßiger Reihung. Die Fenster der Erdgeschosse sind durchgängig hochformatig mit Stichbogenabschluss und gemauerter Sohlbank ausgebildet. Analog formuliert – nur höher dimensioniert – sind die mit einer Natursteinrahmung gefassten Eingänge des Mitteltraktes. Mit rundbogigem Abschluss ausgeführt sind alle Fenster des Obergeschosses.
An der zweiachsigen Seitenfront zur Alexianer Straße, analog mit Treppengesims und fialbekrönter Wandvorlage gefasst, sind alle Fensteröffnungen vermauert. Vor dem ersten Blindfenster eine aus dem Besitz des Alexianer-Klosters stammende Josef-Figur, von einer Konsole getragen und einem Baldachin geschützt.